# Чемпионат мира по волейболу среди женских клубных команд 2018
12-й чемпионат мира по волейболу среди женских клубных команд прошёл с 4 по 9 декабря 2018 года в Шаосине (Китай) с участием 8 команд. Чемпионский титул в 3-й раз в своей истории и во 2-й раз подряд выиграла турецкая команда «Вакыфбанк» (Стамбул).

## Команды-участницы
«Чжэцзян Цзясин» (Цзясин, Китай) — команда-организатор турнира;
 «Вакыфбанк» (Стамбул, Турция) — победитель Лиги чемпионов ЕКВ 2018;
 «Супреме Чонбури» (Чонбури, Таиланд) — победитель чемпионата Азии среди клубных команд 2017;
 «Минас Тенис Клубе» (Белу-Оризонти, Бразилия) — победитель чемпионата Южной Америки среди клубных команд 2018;
 «Эджзаджибаши» (Стамбул, Турция) — по приглашению организаторов;
 «Волеро Ле-Канне» (Ле-Канне, Швейцария) — по приглашению организаторов;
 «Дентил—Прая Клубе» (Уберландия, Бразилия) — по приглашению организаторов;
 «Алтай» (Усть-Каменогорск, Казахстан) — по приглашению организаторов.

## Система проведения чемпионата
8 команд-участниц на предварительном этапе были разбиты на две группы. 4 команды (по две лучшие из групп) вышли в плей-офф и по системе с выбыванием определили призёров чемпионата. По такой же системе итоговые 5—8-е места разыграли команды, занявшие в группах предварительного раунда 3—4-е места.
Первичным критерием при распределении мест в группах являлось общее количество побед, затем общее количество очков, соотношение выигранных и проигранных партий, соотношение мячей, результаты личных встреч. За победы со счётом 3:0 и 3:1 команды получали по 3 очка, за победы 3:2 — по 2, за поражения — 2:3 — по 1, за поражения 0:3 и 1:3 очки не начислялись.

## Предварительный этап

### Группа A
| М | Команда             | 1   | 2   | 3   | 4   | И | В | П | С/П | О |
| - | ------------------- | --- | --- | --- | --- | - | - | - | --- | - |
| 1 | «Вакыфбанк»         |     | 3:0 | 3:0 | 3:0 | 3 | 3 | 0 | 9:0 | 9 |
| 2 | «Минас Тенис Клубе» | 0:3 |     | 3:1 | 3:2 | 3 | 2 | 1 | 6:6 | 5 |
| 3 | «Чжэцзян Цзясин»    | 0:3 | 1:3 |     | 3:2 | 3 | 1 | 2 | 4:8 | 2 |
| 4 | «Волеро Ле-Канне»   | 0:3 | 2:3 | 2:3 |     | 3 | 0 | 3 | 4:9 | 2 |

4 декабря
«Минас Тенис Клубе» — «Волеро Ле-Канне» 3:2 (17:25, 25:20, 25:16, 17:25, 16:14).
«Вакыфбанк» — «Чжэцзян Цзясин» 3:0 (25:20, 25:13, 25:13).
5 декабря
«Вакыфбанк» — «Волеро Ле-Канне» 3:0 (25:21, 25:15, 25:17).
«Минас Тенис Клубе» — «Чжэцзян Цзясин» 3:1 (25:11, 21:25, 25:10, 25:17).
7 декабря
«Вакыфбанк» — «Минас Тенис Клубе» 3:0 (25:23, 30:28, 25:18).
«Чжэцзян Цзясин» — «Волеро Ле-Канне» 3:2 (16:25, 25:19, 19:25, 26:24, 16:14).

### Группа В
| М | Команда             | 1   | 2   | 3   | 4   | И | В | П | С/П | О |
| - | ------------------- | --- | --- | --- | --- | - | - | - | --- | - |
| 1 | «Эджзаджибаши»      |     | 3:1 | 3:0 | 3:0 | 3 | 3 | 0 | 9:1 | 9 |
| 2 | «Дентил—Прая Клубе» | 1:3 |     | 3:0 | 3:0 | 3 | 2 | 1 | 7:3 | 6 |
| 3 | «Супреме Чонбури»   | 0:3 | 0:3 |     | 3:1 | 3 | 1 | 2 | 3:7 | 3 |
| 4 | «Алтай»             | 0:3 | 0:3 | 1:3 |     | 3 | 0 | 3 | 1:9 | 0 |

4 декабря
«Дентил—Прая Клубе» — «Супреме Чонбури» 3:0 (25:22, 25:16, 25:14).
«Эджзаджибаши» — «Алтай» 3:0 (25:10, 25:11, 25:15).
5 декабря
«Дентил—Прая Клубе» — «Алтай» 3:0 (25:14, 25:16, 25:17).
«Эджзаджибаши» — «Супреме Чонбури» 3:0 (25:15, 25:11, 25:17).
7 декабря
«Супреме Чонбури» — «Алтай» 3:1 (25:23, 25:20, 17:25, 25:17).
«Эджзаджибаши» — «Дентил—Прая Клубе» 3:1 (25:27, 25:21, 25:11, 25:21).

## Плей-офф за 5—8 места

### Полуфинал
8 декабря
 «Алтай» —  «Чжэцзян Цзясин»
3:2 (25:14, 18:25, 25:23, 23:25, 15:9).
 «Волеро Ле-Канне» —  «Супреме Чонбури»  
3:1 (25:17, 25:20, 23:25, 25:21).

### Матч за 7-е место
9 декабря
 «Чжэцзян Цзясин» —  «Супреме Чонбури» 
3:1 (25:22, 20:25, 25:13, 25:19).

### Матч за 5-е место
9 декабря
 «Алтай» —  «Волеро Ле-Канне»
3:0 (26:24, 25:14, 25:13).

## Плей-офф за 1—4 места

### Полуфинал
8 декабря
 «Минас Тенис Клубе» —  «Эджзаджибаши»
3:2 (22:25, 26:24, 25:13, 23:25, 15:12).
 «Вакыфбанк» —  «Дентил—Прая Клубе»  
3:1 (25:21, 25:21, 22:25, 25:18).

### Матч за 3-е место
9 декабря
 «Эджзаджибаши» —  «Дентил—Прая Клубе» 
3:0 (25:16, 25:18, 25:19).

### Финал
| 9 декабря 2018 | \| «Вакыфбанк» (Стамбул) \| 3:0 fivb.org \| «Минас Тенис Клубе» (Белу-Оризонти) \| \| Джансу Озбай (1) Чжу Тин (21) Келси Робинсон (13) Лоннеке Слютьес (8) Милена Рашич (10) Зехра Гюнеш (10) Хатидже-Гизем Орге (либеро) \| Голы \| Карол Гаттас (6) Макрис Бруна (15) Габи (16) Наталия (9) Маяни (6) Лея (либеро) Жоржия Бруна Коста Малу Мара \| | Шаосин Shaoxing Olympic Sports Center 7900 зрителей                                                          |
| Счёт по партиям — 25:23, 25:21, 25:19. Время матча — 1 час 29 минут. Судьи: Лю Цзян, Патрисия Рольф.                                 | | |
| «Вакыфбанк» (Стамбул) | 3:0 fivb.org | «Минас Тенис Клубе» (Белу-Оризонти)                                                                          |
| Джансу Озбай (1) Чжу Тин (21) Келси Робинсон (13) Лоннеке Слютьес (8) Милена Рашич (10) Зехра Гюнеш (10) Хатидже-Гизем Орге (либеро) | Голы | Карол Гаттас (6) Макрис Бруна (15) Габи (16) Наталия (9) Маяни (6) Лея (либеро) Жоржия Бруна Коста Малу Мара |

## Итоги

### Положение команд
| «Вакыфбанк» (Стамбул)               |
| «Минас Тенис Клубе» (Белу-Оризонти) |
| «Эджзаджибаши» (Стамбул)            |
| 4. «Дентил—Прая Клубе» (Уберландия) |
| 5. «Алтай» (Усть-Каменогорск)       |
| 6. «Волеро Ле-Канне» (Ле-Канне)     |
| 7. «Чжэцзян Цзясин» (Цзясин)        |
| 8. «Супреме Чонбури» (Чонбури)      |

### Призёры
«Вакыфбанк» (Стамбул): Хатидже-Гизем Орге, Джансу Озбай, Чжу Тин, Кюбра Акман-Чалышкан, Келси Робинсон, Айше-Мелис Гюркайнак, Айча Айкач, Лоннеке Слютьес, Букет Гюлюбай, Дерья Джебеджиоглу, Эбрар Каракурт, Милена Рашич, Тугба Шеноглу, Зехра Гюнеш. Главный тренер — Джованни Гуидетти.
  «Минас Тенис Клубе» (Белу-Оризонти): Мара Феррейра Леан (Мара), Каролин ди Оливейра Саад Гаттас (Карол Гаттас), Макрис Фернанда Силва Карнейро (Макрис), Лана Силва Консейсан (Лана), Мария Луиза Рамос ди Оливейра (Малу), Бруна Онорио да Силва Маркис (Бруна), Габриэла Брага Гимарайнс (Габи), Наталия Зильо Перейра (Наталия), Жоржия Занлука Каттани (Жоржия), Маяни Кристина Араужо ди Соуза (Маяни), Лея Энрик да Силва Николози (Лея), Бруна Роша Коста (Бруна Коста). Главный тренер — Стефано Лаварини.
  «Эджзаджибаши» (Стамбул): Гюльдениз Онал, Мелиха Исмаилоглу, Тияна Бошкович, Бейза Арыджи, Симге-Шебнем Акёз, Лорен Джиббмейер, Гамзе Аликая, Бюшра Кылычлы, Джордан Ларсон, Эзги Дилик, Гёзде Йылмаз, Мерве Атлиер, Дилара Багджи, Ким Ён Гун. Главный тренер — Марко Аурелио Мотта.

### Индивидуальные призы
| - MVP Чжу Тин («Вакыфбанк») - Лучшая связующая Макрис («Минас Тенис Клубе») - Лучшие центральные блокирующие Маяни («Минас Тенис Клубе») Милена Рашич («Вакыфбанк») | - Лучшая диагональная нападающая Тияна Бошкович («Эджзаджибаши») - Лучшие нападающие-доигровщики Чжу Тин («Вакыфбанк») Габи («Минас Тенис Клубе») - Лучшая либеро Хатидже-Гизем Орге («Вакыфбанк») |